# Hällströms göl
Hällströms göl är en sjö i Hallsbergs kommun i Närke och ingår i Motala ströms huvudavrinningsområde. Sjöns area är 0,003 kvadratkilometer och den är belägen 126 meter över havet.